# E meng chu xing
E meng chu xing è un film del 1951 diretto da Yao Chung.